# 大塚正富
大塚 正富（おおつか まさとみ、1930年2月17日 - 2022年2月5日）は、日本の実業家。アース製薬株式会社元会長。

## 略歴
徳島県生まれ。大塚製薬創設者大塚武三郎の息子で、大塚グループ元総帥大塚正士の末弟にあたる。
1949年徳島工業専門学校製薬工業科（現徳島大学薬学部）卒業、1953年旧制大阪理工科大学（現近畿大学）工学部応用化学科卒業、同年大塚製薬株式会社入社。1954年大塚化学株式会社、1963年同社技術担当常務、1970年アース製薬株式会社社長就任、1998年会長、2005年特別顧問。
1995年黄綬褒章、2001年勲四等瑞宝章を受章。

## 人物像
- 大塚化学株式会社の技術部長当時、技術課長の板垣浩正とふたりで、大塚グループ総帥であった大塚正士を訪ね、鳴門海峡の砂を使ったタイル事業を提案している。これがきっかけとなり実用化された美術陶板技術が、大塚国際美術館の実現につながっている。
- 大塚グループは、1970年経営不振のアース製薬株式会社に資本参加し、大塚正富が社長に就任している。危機回生のため大塚正富らが開発したのがごきぶりホイホイである。これはロングセラーとなり、アース製薬株式会社は害虫駆除メーカーとして不動の地位を確立した。パッケージデザインは大塚正富自ら筆をとって描いている。

## 関連事項
- 大塚武三郎
- 大塚正士
- アース製薬
- ごきぶりホイホイ